# Ford Model K
Ford Model K — автомобиль производства Ford Motor Company. Модель была запущена в производство в 1906 году и заменила более раннюю Model В и производилась до 1908 года.
Model К была нацелена на верхний сегмент рынка и имела шестицилиндровый рядный двигатель (Ford использовал их до 1941), мощностью 40 л.с. (30 кВт), колесная база 2896 мм, выпускалась в кузове туринг и родстер.
В 1906 году Model К обеспечила Ford Motor Company 85% прибыли от продажи новых автомобилей. В 1907 году компания продала около 500 автомобилей этой модели, что сделало её самой продаваемой шестицилиндровой машиной в мире. 